# Physalaemus insperatus
Physalaemus insperatus es una especie de anfibio anuro de la familia Leptodactylidae.

## Distribución geográfica
Esta especie es endémica del estado de Paraná en Brasil. Habita en la Serra da Pedra Branca do Araraquara en el municipio de Guaratuba.

## Publicación original
- Cruz, Cassini & Caramaschi, 2008 : A New Species of the Genus Physalaemus Fitzinger, 1826 (Anura, Leiuperidae) from Southern Brazil. South American Journal of Herpetology, vol. 3, n.º 3, p. 239-243[6]